# Sifter Tímea
Sifter Tímea "Sifi" (Budapest, 1984. július 27. –) magyar fitnesz-, csoportos oktató, mesteredző. Magyarországon a Kangoo Jumps edzésfajta képviselője.

## Tanulmányai
- Semmelweis Egyetem Testnevelési és Sporttudományi Kar (végzés éve: 2008) testnevelés–rekreáció szak, nappali tagozat.
- aerobic szakedzői szak, levelező tagozat

## Sportmúltja
Előképzettsége a szertornából ered, de már gyermekkorától kezdve a tornaszerek kísérik végig pályafutását, melyek segítségével egy biztos alapot sikerült teremtenie a későbbi sportkarrierhez.
2000-ben áttért a sportaerobicra, ahol szép eredményeket tudhat magáénak:
- magyar sport aerobic válogatott tagja 2001-2008 között
- női egyéni kategóriában veretlen magyar bajnok 2003-2008 között
- Európa-bajnokságon  IV. helyezés - 2006 Magyarország
- világbajnokságon IX. Helyezés - 2007 Németország
- World Seria versenyen IV. helyezés - 2007 Bulgária
- Miss Aerobic cím megszerzése - 2007 Bulgária

## Kangoo Jumps
2008-tól Hornyák Ádám halála után a Kangoo Club Hungary tulajdonosa és forgalmazója lett.
Számos országos rendezésű sport- és aerobicrendezvényen állhatott színpadra a Kangooval:
- Fitt Aréna - 2009 - ahol Guinness-rekordot döntött
- Fitt Balance – 2010-2018
- Fitt Aréna  2011 - ahol egy igazi Hungarikum Kangoo Showt tartottak élő zenére a Princess, Dancs Annamari, Lakatos Ivett, és Dj Dominique közreműködésével.
- Coca-Cola testébresztő (amelyen minden évben meghívott prezenter)
- saját rendezvények, sporttáborok lebonyolítása (Fitness Fiesta)

2012 év végtől a Kangoo Jumps Európai Oktatásért felelős vezetője, ezért havi rendszerességgel utazik a környező európai országokba, mint Ausztria, Románia, Olaszország, Horvátország, Törökország, Hollandia, Németország, Görögország.
2013 ban Magyarország legnagyobb fitneszrendezvényének szervezői megválasztották az Év Eszközös Óratartójának (Fitbalance Award).
2015-ben megválasztották az Év Női Prezenterének.

## Fitnesz
2011-től újra a versenyfelkészülés kapta a főszerepet: az IFBB szervezéseinek keretében fitnesz kategóriában már az első versenyen kvalifikálta magát a szerbiai világbajnokságra (2011), ahol IV. helyezést sikerült elérnie.
2012-ben a lengyelországi világbajnokságon II. helyezést ért el.
2012-ben következett a fitneszversenyek legnagyobbika, az Arnold Classic, amelyet megnyert.